# Zhai Ningchao
Zhai Ningchao (chiń. 翟宁超; ur. 27 lipca 1987) – chiński zapaśnik w stylu klasycznym. Zajął 17 miejsce w mistrzostwach świata w 2011. Dziewiąty w igrzyskach azjatyckich w 2010. Srebrny medalista mistrzostw Azji w 2010 roku.